# Київський ґебіт (сільський)
Ки́ївський сільськи́й ґебі́т, сільська́ окру́га Ки́їв (нім. Kreisgebiet Kiew-Land) — адміністративно-територіальна одиниця Генеральної округи Київ Райхскомісаріату Україна протягом німецької окупації Української РСР під час Німецько-радянської війни. Адміністративним центром ґебіту було місто Київ.
Ґебіт утворено 20 жовтня 1941 року на території нинішньої Київської області. Поділявся на 4 райони (нім. Rayons). Фактично існував до взяття Києва радянськими військами 6 листопада 1943 року, формально — до 1944 року. Охоплював територію чотирьох районів тодішньої Київської області: Бишівського, Бородянського, Київського і Макарівського та, відповідно, поділявся на чотири райони, офіційні назви яких німецькою мовою мали такий вигляд: Rayon Byschew (осідок — Бишів), Rayon Borodjanka (Бородянка), Rayon Kiew-Land (спочатку — Святошино (нім. Swjatoschino), згодом — Київ), Rayon Makarow (Макарів), межі яких збігалися з тогочасним радянським адміністративним поділом. При цьому зберігалася структура адміністративних і господарських органів УРСР. Всі керівні посади в ґебіті обіймали німці, головним чином із числа тих, що не підлягали мобілізації до вермахту. Лише старостами районів і сіл призначалися лояльні до окупантів місцеві жителі або фольксдойчі.